# Sulejman Rushiti
Sulejman Rushiti (mac. Сулејман Рушити; ur. 22 stycznia 1972 w Čajle) – północnomacedoński polityk oraz działacz kulturalny narodowości albańskiej, w latach 2006–2008 minister edukacji i nauki.

## Życiorys
W 1997 roku ukończył studia na Akademii Sztuk Pięknych w Tiranie. W latach 1998–2001 pełnił funkcję dyrektora MRT, a w latach 2001–2002 był dyrektorem Albańskiego Teatru w Skopje. W 2002 roku współzałożył czasopismo kulturalne Alternatywa (mac. Алтернатива), następnie przez rok należał do zarządu organizacji Pro Helvetia.
Od 27 sierpnia 2006 do 27 lipca 2008 pełnił funkcję ministra edukacji i nauki. Był także deputowanym do Zgromadzenia Republiki Macedonii, w którym reprezentował Demokratyczną Partię Albańczyków.
Deklaruje znajomość języka angielskiego, niemieckiego, serbskiego i włoskiego.